# Olav Håkon Blengsli
Olav Håkon Blengsli (Steinkjer, 13 marzo 1942) è un ex calciatore norvegese, di ruolo attaccante.

## Carriera

### Club
Blengsli vestì la maglia dello Steinkjer.

### Nazionale
Conta 2 presenze per la Norvegia. Esordì il 21 giugno 1962, nella sconfitta per 0-2 contro la Svezia.